# Baetis

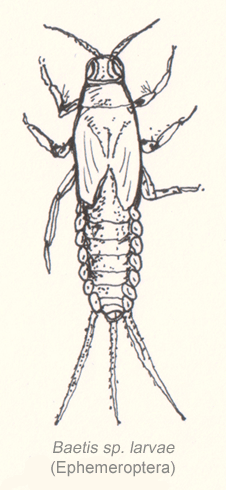
Zeichnung einer Baetis-Larve

Baetis ist eine Insekten-Gattung aus der Ordnung der Eintagsfliegen (Ephemeroptera).

## Merkmale der Imagines
Männchen besitzen Turbanaugen.

## Merkmale der Larve
Der bräunlich gefärbte Körper ist bis zu 9 Millimeter lang, schmal und nicht abgeflacht. Der Kopf steht im Vergleich zur Körperachse senkrecht. Die Augen sind seitlich am Kopf angeordnet. Die Antennen sind um einiges länger als der Kopf breit ist. Die kurzen Mandibeln ragen nicht über den vorderen Rand des Kopfes hinaus. Die Form des Thorax ist hoch und stark gewölbt. Die Beine sind kräftig. Am letzten Segment des Abdomens sind keine seitlichen Stacheln vorhanden. Der Terminalfaden weist auf beiden Seiten eine Behaarung auf, die Cerci dagegen nur auf den Innenseiten. Eine dunkle Zone auf den Schwanzfäden ist nicht vorhanden. Die sieben Paare Tracheenkiemen sind einfach und oval.

## Vorkommen und Lebensweise
Die Arten der Gattung Baetis sind schwimmende Formen. Ihr Lebensraum sind sowohl Bergbäche als auch langsam fließende Gewässer in der Ebene. Wenn sie gestört werden bewegen sie sich durch Schläge mit ihrem Hinterleib springend fort. Ihre Nahrung besteht aus Detritus und Fadenalgen. Die weiblichen Imagines legen ihre Eier unter Wasser ab. Die Generationsdauer beträgt ein Jahr.

## Systematik
In Europa kommen 48 Arten der Gattung Baetis vor, davon 17 auch in Mitteleuropa:
- Baetis albinatii Sartori & Thomas 1989
- Baetis alpinus (Pictet 1843)
- Baetis atrebatinus Eaton 1870
- Baetis balcanicus Muller-Liebenau & Soldan 1981
- Baetis beskidensis Sowa 1972
- Baetis bicaudatus Dodds 1923
- Baetis braaschi Zimmermann 1980
- Baetis buceratus Eaton 1870
- Baetis bundyae Lehmkhul 1973
- Baetis calcaratus Keffermuller 1972
- Baetis canariensis Muller-Liebenau 1971
- Baetis catharus Thomas 1986
- Baetis cyrneus Thomas & Gazagnes 1984
- Baetis digitatus Bengtsson 1912
- Baetis estrelensis Muller-Liebenau 1974
- Baetis feles Kluge 1980
- Baetis fuscatus (Linnaeus 1761)
- Baetis gadeai Thomas 1999
- Baetis gracilis Bogoescu & Tabacaru 1957
- Baetis ingridae Thomas & Soldan 1987
- Baetis kozufensis Ikonomov 1962
- Baetis liebenauae Keffermuller 1974
- Baetis longinervis Navas 1917
- Baetis lutheri Muller-Liebenau 1967
- Baetis macani Kimmins 1957
- Baetis maurus Kimmins 1938
- Baetis melanonyx (Pictet 1843)
- Baetis meridionalis Ikonomov 1954
- Baetis muticus (Linnaeus 1758)
- Baetis navasi Muller-Liebenau 1974
- Baetis neglectus Navas 1913
- Baetis nexus Navas 1918
- Baetis nicolae Thomas 1983
- Baetis niger (Linnaeus 1761)
- Baetis nigrescens Navas 1932
- Baetis nubecularis Eaton 1898
- Baetis pasquetorum Righetti & Thomas 2002
- Baetis pavidus Grandi 1949
- Baetis pseudorhodani Muller-Liebenau 1971
- Baetis punicus Thomas, Boumaiza & Soldan 1983
- Baetis rhodani (Pictet 1843)
- Baetis scambus Eaton 1870
- Baetis strugensis (Ikonomov 1962)
- Baetis subalpinus Bengtsson 1917
- Baetis tracheatus Keffermuller & Machel 1967
- Baetis tricolor Tshernova 1928
- Baetis vardarensis Ikonomov 1962
- Baetis vernus Curtis 1834

## Belege
- Herbert W. Ludwig: Tiere und Pflanzen unserer Gewässer. BLV Verlagsgesellschaft, München 2003, ISBN 3-405-16487-7, S. 166.